# フルダ郡
フルダ郡 (ドイツ語: Landkreis Fulda, ドイツ語発音: [lantkra‿is ˈfʊlda]) は、ドイツ連邦共和国ヘッセン州のカッセル行政管区に属す郡である。本郡は東ヘッセンに位置する。

## 地理

### 位置
フルダ郡の郡域は、いわゆるフルダ盆地を含む。その東側にはヘッセン州最高峰のヴァッサークッペを含む中低山地ホーエ・レーン（レーン山地の一部）がそびえる。郡域の西部にはフォーゲルスベルク山地の支脈がある。本郡の名前の由来はフルダ川と郡庁所在地フルダである。
フルダ郡は、ライン＝マイン地方で最も東の郡である。

### 隣接する郡
本郡は北から時計回りに以下の郡と境を接する: ヘルスフェルト＝ローテンブルク郡（ヘッセン州）、ヴァルトブルク郡とシュマルカルデン＝マイニンゲン郡（ともにテューリンゲン州）、レーン＝グラプフェルト郡とバート・キッシンゲン郡（ともにバイエルン州）、マイン＝キンツィヒ郡とフォーゲルスベルク郡（ともにヘッセン州）。

## 歴史
フルダ郡は1821年に成立した。フルダ大公領が1816年にヘッセン選帝侯領となった後、4つの郡に分けられたうちの1つである。1856年にレーダーグルントがヒューンフェルト郡からフルダ郡に移管され、レーダーグルント＝エーゲルメスの一部となった。1866年にヘッセン選帝侯領とバイエルン王国ゲルスフェルト県およびオルプ県がプロイセン王国によって征服され、この地域はプロイセン王国ヘッセン＝ナッサウ州のカッセル行政管区となった。現在の郡域はフルダ郡、ゲルスフェルト郡、ヒュンーフェルト郡が統合されたものである。
1927年にフルダ市がフルダ郡から分離されて郡独立市となった。1932年にフルダ郡とゲルスフェルト郡が統合された。1971年12月31日、1972年4月1日、1972年8月1日のヘッセン州の自治体再編に伴い、旧郡域の数多くの小自治体が合計17の大きな自治体に再編された。
フルダ郡とヒューンフェルト郡およびフルダ市の新設に関する法律によって、1972年8月1日にフルダ郡の範囲は大きく変更された:
- 廃止されたヒューンフェルト郡から、ブルクハウン、アイターフェルト、ヒューンフェルト、ニュストタール、ラスドルフの5市町村がフルダ郡に編入された。ヒューンフェルト郡のハウネタールはヘルスフェルト＝ローテンブルク郡に編入された。
- 廃止されたシュリュヒテルン郡のオーバーカルバッハとウトリヒスハウゼンはフルダ郡のカルバッハに合併した。
- フルダ郡から24町村が分離され、郡独立市フルダに合併した。
- フルダ郡からヴァイデナウが分離され、新たに創設されたフォーゲルスベルク郡のフライエンシュタイナウに合併した。

1974年7月1日、フルダ市は郡独立市の権限を失い、フルダ郡に編入された。これによってフルダ郡は23市町村からなる現在の範囲となった。

## 住民

### 人口推移
| 年   | 人口（人） | 出典   |
| ---- | ---------- | ------ |
| 1871 | 44,475     | [ 5 ]  |
| 1890 | 49,168     | [ 6 ]  |
| 1900 | 53,438     | [ 6 ]  |
| 1910 | 63,199     | [ 6 ]  |
| 1925 | 71,637     | [ 6 ]  |
| 1933 | 70,985     | [ 6 ]  |
| 1939 | 69,963     | [ 6 ]  |
| 1950 | 94,928     | [ 6 ]  |
| 1960 | 95,200     | [ 6 ]  |
| 1970 | 108,800    | [ 7 ]  |
| 1980 | 190,300    | [ 6 ]  |
| 1990 | 197,300    | [ 6 ]  |
| 2000 | 217,710    | [ 8 ]  |
| 2010 | 217,408    | [ 9 ]  |
| 2015 | 217,584    | [ 10 ] |

### 宗教
Zensus 2011 によれば、住民の 62.2 % がカトリック教会に、20.0 % が福音主義教会に属している。住民の 17.7 % が多の宗派または宗教（たとえば、ムスリムや正教徒）あるいは無宗教である

## 行政
フルダ郡は伝統的に CDU の牙城である。この状態は現在の郡議会の議席配分にも反映されている。

### 郡議会
2021年3月14日の自治体選挙の結果を以下に示す。
| 政党                                 | 得票率 (%) | 議席数 |
| ------------------------------------ | ---------- | ------ |
| CDU                                  | 44.09      | 36     |
| SPD                                  | 12.31      | 10     |
| Grüne                                | 12.02      | 10     |
| AfD                                  | 10.04      | 8      |
| FDP                                  | 6.55       | 5      |
| Christliche Wähler-Einheit           | 4.79       | 4      |
| Freie Wähler                         | 3.05       | 2      |
| DIE LINKE.Offene Liste               | 2.32       | 2      |
| Volt Europa                          | 1.70       | 1      |
| PARTEI                               | 1.66       | 1      |
| Bündnis C – Christen für Deutschland | 0.79       | 1      |
| Bürger für Osthessen                 | 0.69       | 1      |
| 計                                   | 100.0      | 81     |
| 投票率                               | 56.22%     | 56.22% |

### 1972年の地域再編後のフルダ郡郡長
- 1972年 - 1973年: エドゥアルト・シュティーラー (CDU)
- 1973年 - 2006年: フリッツ・クラマー (CDU)
- 2006年 - : ベルント・ヴォイデ (CDU)

（出典: ）
ベルント・ヴォイデ (CDU) は2006年2月1日からフルダ郡の郡長を務めている。彼は、2017年9月24日の選挙で 65.0 % の支持票を獲得して再選された。この選挙の投票率は 74.9 % であった。

### 紋章、旗、幟
フルダ郡は紋章、旗、幟を有している。
図柄: 左右二分割。向かって左は銀地で端から端まで貫く黒いフルダ十字。向かって右は青地にヘッセンの獅子。
解説: 紋章は、現在の郡域がかつてフルダ司教領およびその後ヘッセン選帝侯領およびヘッセン州に属していたことを示している。この紋章は1936年12月11日に最初の認可を受け、1973年7月9日に改めて認可された。
旗の図柄: 旗は、白地で、2本の赤い横縞で縁取られている。その幅は 1:4:1 である。旗竿より中央に紋章を描く。幟は白地で2本の赤い縦縞で縁取られている。その幅は 1:4:1 である。上部中央に紋章を描く。

### 支援・協力関係
フルダ郡は1962年にフリートラント郡から放逐されたズデーテン地方のドイツ人に対する支援・協力関係を結んだ。1965年にはライトメリッツ郡から放逐されたズデーテンのドイツ人に対する支援・協力関係を結んだ。

## 経済と社会資本
ツークンフツアトラス 2019（直訳: 未来地図 2019）において、ドイツの401の郡、市町村連合、郡独立市の中でフルダ郡は114位で、「軽度のチャンスがある地域」に位置づけられた。

### 交通
フルダ駅は重要な鉄道の乗り換え駅で、高速鉄道ハノーファー - ヴュルツブルク線の停車駅である。郡内をフルダ - フランクフルト線、フルダ - ベーブラ線、フルダ - ゲルスフェルト線、 フルダ - ギーセン線が通っている。連邦アウトバーン A7号線（カッセル - ヴュルツブルク）と A66号線（フランクフルト - フルダ）が本郡を広域道路網に接続している。連邦道、州道、郡道網には、たとえば連邦道 B27号線、B40号線、B84号線、B254号線、B458号線などがある。
フルダのヴァイマーラー通りトンネルは、フルダ循環道路の一部である。連邦アウトバーン A66号線のアウトバーントンネル・ノイホーフも郡内を通っており、交通上高い重要性を持つ。

## 市町村
| 市 1. フルダ (Fulda 70,366) 2. ゲルスフェルト (レーン) (Gersfeld (Rhön) 5,521) 3. ヒューンフェルト (Hünfeld 17,130) 4. タン (レーン) (Tann (Rhön) 4,579) | 市場町 1. ブルクハウン (Burghaun 6,471) 2. アイターフェルト (Eiterfeld 7,119) 町村 1. バート・ザルツシュリルフ (Bad Salzschlirf 3,680) 2. ディッペルツ (Dipperz 3,634) 3. エーバースブルク (Ebersburg 首邑: シュマルナウ 4,729) 4. エーレンベルク (レーン) (Ehrenberg (Rhön) 首邑: ヴュステンザクセン 2,570) 5. アイヒェンツェル (Eichenzell 11,367) 6. フリーデン (Flieden 8,745) 7. グローセンリューダー (Großenlüder 8,796) 8. ヒルダース (Hilders 4,834) 9. ホーフビーバー (Hofbieber 6,380) 10. ホーゼンフェルト (Hosenfeld 4,657) 11. カルバッハ (Kalbach 首邑: ミッテルカルバッハ 6,503) 12. キュンツェル (Künzell 17,025) 13. ノイホーフ (Neuhof 11,003) 14. ニュストタール (Nüsttal 首邑: ホーフアッシェンバッハ 2,920) 15. ペータースベルク (Petersberg 16,375) 16. ポッペンハウゼン (ヴァッサークッペ) (Poppenhausen (Wasserkuppe) 2,726) 17. ラスドルフ (Rasdorf 1,583) かっこ内の数値は2023年12月31日現在の人口である。 |

## 関連文献
- Kreisausschuß des Landkreises Fulda: Geschichte und Aufgaben des Landkreises Fulda: Monographie zum 175jährigen Kreisjubiläum: Parzeller, Fulda
- Michael Mott (1996). Denkmäler im Landkreis Fulda und im alten Hochstift. Hünfeld: Rhön-Verlag Hohmann. ISBN 978-3-931796-13-6
- Diana Ascher (2018). “Die Ortsnamen des Landkreises Fulda”. Archiv für mittelrheinische Kirchengeschichte 70:  29–49.
- Michael Mott (2009). “Ein Kreis mit Kultur: „wechselvoll – die Geschichte des Fuldaer Landes“ Einst Heimat für Steinzeitjäger, Heilige, Regenten und gottesfürchtige Untertanen”. „Landkreis Fulda“. „Deutsche Landkreise im Portrait“ (4 ed.). Oldenburg: Fachverlag Kommunikation & Wirtschaft GmbH. ISBN 978-3-88363-301-5
- Stefan Waldmann, Jochen Wieloch, ed (2014). Landkreis Fulda: Landschaft und Natur, Freizeit und Kultur, Wirtschaft, Soziales und Gesundheit (5 ed.). Oldenburg (Oldb): Kommunikation & Wirtschaft. ISBN 978-3-88363-356-5

これらの文献は、翻訳元であるドイツ語版の参考文献として挙げられていたものであり、日本語版作成に際し直接参照してはおりません。